# Tài khoản rối

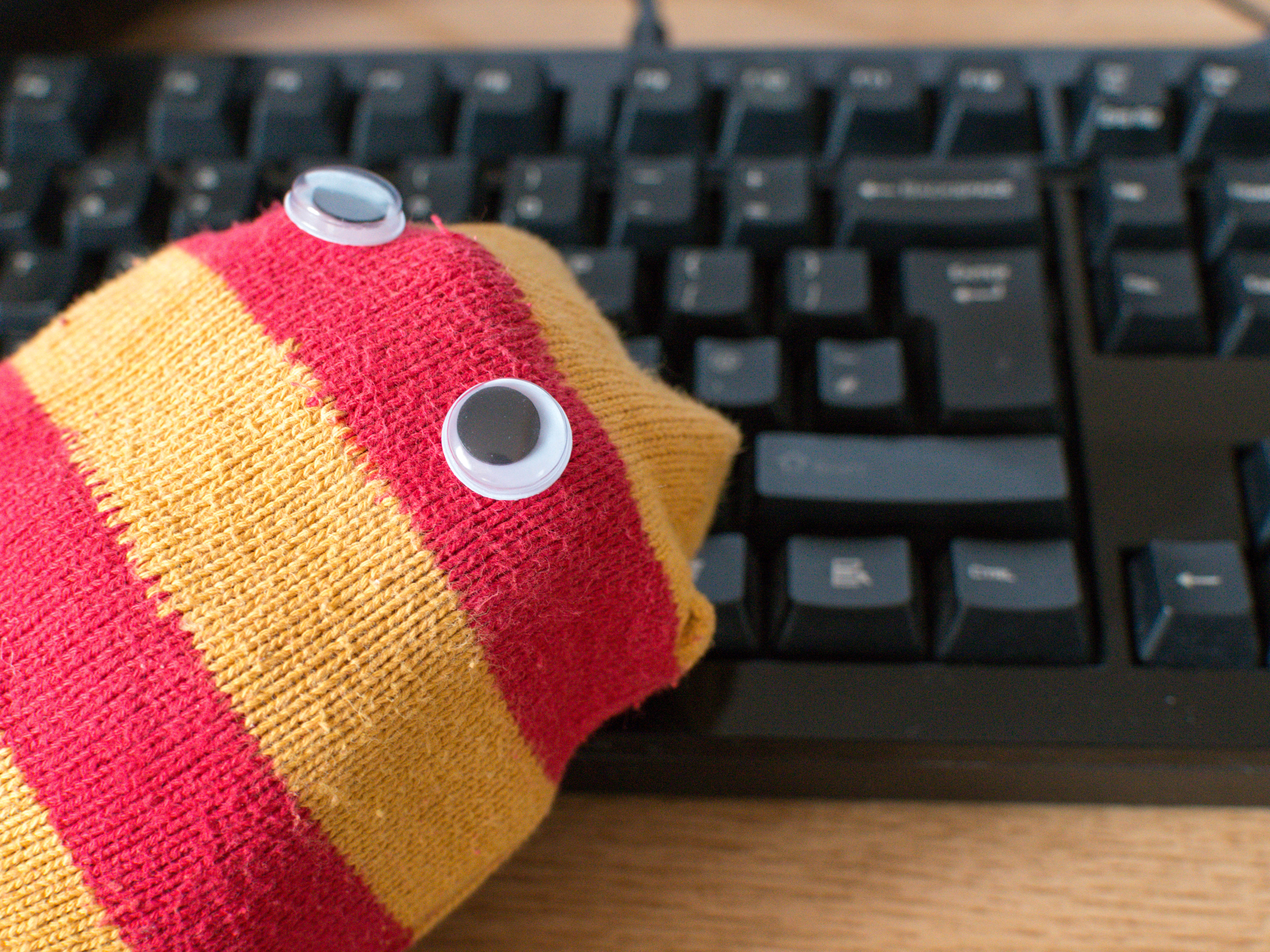
Theo thuật ngữ Internet, con rối là danh tính trực tuyến được sử dụng cho hoạt động trá hình

Tài khoản rối, hay tài khoản con rối (tiếng Anh: sock puppet account) là danh tính giả trên mạng được sử dụng cho mục đích lừa dối. Thuật ngữ trong tiếng Anh ban đầu dùng để chỉ một con rối tay được làm từ một chiếc tất. Tài khoản rối bao gồm danh tính trực tuyến được tạo ra để ca ngợi, bảo vệ hoặc ủng hộ một cá nhân hoặc tổ chức, nhằm thao túng dư luận, hoặc để lách các hạn chế như xem tài khoản mạng xã hội mà người dùng bị chặn. Những tài khoản rối không được chào đón trong nhiều cộng đồng và diễn đàn trực tuyến.